# 노쇼 (항공)
노쇼(no-show)는 사람이 예상한 장소에 나타나지 않는 상태를 말한다. 항공 분야에서 노쇼는 항공권을 발권한 승객이 항공편에 나타나지 않는 경우를 말한다. 이러한 승객을 "노쇼"라고도 한다.
항공사는 초과 예약, 재확인, 노쇼 위약금 부과 등의 전략을 사용하여 노쇼로 인한 손실을 줄이려고 노력한다. 미국 정부는 소비자들에게 노쇼를 하지 말라고 경고했다.
일부 항공사는 운송 약관에 노쇼 조항을 포함한다. 이는 기본적으로 출국 항공편에 나타나지 않는 사용자는 노쇼로 간주되며, 이와 관련된 모든 연결 항공편은 심지어 돌아오는 항공편도 취소되고 환불이 적용되지 않음을 의미한다.
다음은 스위스 국제항공(SWISS) 이용 약관의 예약 불이행 조항의 예이다.

노쇼는 여행사가 고객이 요청하지 않은 예약을 취소하지 않아 재고가 손상될 때 발생한다. 예약을 취소하지 않을 경우 재예약이 노쇼될 수 있으며, 발권 후 노쇼에 대해서는 환불 제한이 적용될 수 있다. 미발권 구간으로 인해 노쇼가 발생한 경우 벌금이 부과된다.

항공사가 항행세(항공사 운영 및 항공권에 표시되지 않는 정부 관련)와 관련하여 사용자에게 환불해야 하는지 여부는 확실하지 않지만 보안, 항공 승객 관세, 소음/환경과 같은 기타 비용은 모두 환불될 수 있다. 이는 모두 승객이 특정 항공편으로 출발/도착하기 위해 특정 공항을 이용하는 것과 관련되어 있기 때문에 환불된다.
이 조항은 이용자들 사이에서 많은 우려를 불러일으켰고, 법원 판결은 “항공사는 승객에게 탑승을 강요할 수 없다”는 결론으로 수렴됐다.
노쇼는 이유에 상관없이 동일한 방식으로 처리되는 경우가 많다. 이는 공항으로 이동하는 동안 문제로 인해 지연된 승객이 공항에서 출국 항공편을 재예약하고 싶어도 귀국 항공편이 취소된다는 의미이다. 출발 직전에 구입한 새 항공권은 항공사 정책으로 인해 비즈니스 클래스여야 하는 경우가 많다.